# Уляна Олександрівна
Уля́на (Юліана, Юліанія) Олекса́ндрівна Тверська (? — 17 березня 1392) — руська князівна з суздальської гілки Рюриковичів. Донька тверського кн. Олександра Михайловича та галицької княжни Анастасії Юріївни, внучка Юрія І Львовича.  
Дружина великого князя литовського Ольгерда (з 1351), княгиня вітебська (1377—1392). Мати польського короля Ягайла та великого князя Свидригайла. 

## Родовід
- Данило І (1201—1264), Король Русі, Великий князь Київський
- Лев I Данилович (1228—1301), Король Русі, Великий князь Київський
- Юрій І Львович (1252—1308), Король Русі, Великий князь Київський
- Анастасія Галицька, донька короля Русі Юрія І +  Олександр Михайлович Тверський
- Уляна Олександрівна (1325—1391), дочка Анастасії Юріївни (Галицької) +  Ольгерд (1296—1377), Великий князь Литовський та Руський

## Біографія
Народилась в сім'ї великого князя тверського та владимирського, Олександра Михайловича та Анастасії Юріївни Галицької. Друга дружина великого литовського князя Ольгерда Гедиміновича, шлюб з яким було укладено близько 1350 року.
Після смерті Ольгерда за його заповітом успадкувала Вітебське князівство, у якому правила до смерті, виховуючи молодших дітей.

## Канонізація
Княгиня Іуліанія зарахована до лику місцевошанованих святих в Українській Автокефальній Православній Церкві.

## Родина
Чоловік — Ольгерд, великий князь Литовський
Діти:
- Кенна-Соломея (бл. 1351—1367) — дружина слупського князя Казимира IV.
- Єфросинія (бл. 1352—1405/1406) — дружина великого князя рязанського Олега Івановича;
- Владислав II Ягайло — великий князь литовський (1377—1381, 1382—1392), король польський (1386—1434)
- Корибут-Дмитро — князь новород-сіверський
- Федора — дружина Святослава Карачевського;
- Олена (1357/1360 — 1437) — дружина Володимира Андрійовича Хороброго;
- Марія (бл. 1363) — дружина боярина Войдили, пізніше — князя Давида Городецького;
- Скиргайло-Іван — князь полоцький, троцький, київський (1393—1397)
- Свидригайло — великий князь литовський (1430—1438), великий князь руський (1432—1438)
- Лугвеній-Семен — князь мстиславський, новгородський, смоленський
- Коригайло-Казимир (бл. 1362—1390) — князь мстиславський (1386—1390)
- Мінгайло (бл. 1365 — до 1382) — князь новогрудський.
- Олександра (1368/1370 — 1434) — дружина мазовецького князя Земовита IV;
- Катерина (1369/1374 — 1422 чи пізніше) — дружина мекленбурзького князя Йогана II;
- Вігунт (бл. 1372—1392) — князь кернавський (1386—1392)
- Ядвіга (бл. 1375) — дружина освенцимського князя Яна III.